# Matthäus Günther

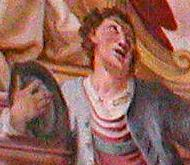
Autorretrat per Günther en un fresc a la Capella del Rosari de la Canongia a Markt Indersdorf

Matthäus Günther també Mathäus Günther (Peissenberg (en aquell temps: Tritschengreith), Baviera, 7 de setembre de 1705 - Haid, prop de Wessobrunn, 30 de setembre de 1788) va ser un important pintor i artista bavarès de l'època barroca i rococó.
Günther va ajudar a desenvolupar l'estil rococó de pintura a Baviera i al Tirol, treballant en més de quaranta esglésies. El seu treball conegut inclou una setantena de frescos i 25 panells. En particular, va ser conegut per la seva imatgeria de mida natural i colors vius.
Günther va estudiar a Múnic des del 1723 fins al 1728 amb Cosmas Damian Asam, el gran dels germans Asam, i va perfeccionar la seva pintura al fresc a Ausburg. Freqüentment va treballar amb alguns dels millors artistes del seu temps, incloent l'arquitecte Johann Michael Fischer i el Guixador Johann Michael Feuchtmayer i el seu germà Franz Xaver.